# Campeonato Mundial de Futsal de 1991 (FIFUSA)
- No se tienen en cuenta los goles y los partidos de Nueva Zelanda y Costa Rica por W.O.

El cuarto Campeonato Mundial de la FIFUSA 1991 se disputó en Italia, con base al reglamento de la FIFUSA. En este certamen participaron 22 selecciones nacionales de las 24 clasificadas originalmente.

## Equipos participantes
En cursiva, los equipos debutantes.
En negrita, el equipo anfitrión.
| Confederación                                                    | Selección       | Clasificación      |
| ---------------------------------------------------------------- | --------------- | ------------------ |
| CSFS (Sudamérica) (7 cupos)                                      | Paraguay        | (Campeón) 1988     |
| CSFS (Sudamérica) (7 cupos)                                      | Brasil          | (Subcampeón) 1988  |
| CSFS (Sudamérica) (7 cupos)                                      | Argentina       |                    |
| CSFS (Sudamérica) (7 cupos)                                      | Bolivia         |                    |
| CSFS (Sudamérica) (7 cupos)                                      | Colombia        |                    |
| CSFS (Sudamérica) (7 cupos)                                      | Uruguay         |                    |
| CSFS (Sudamérica) (7 cupos)                                      | Venezuela       |                    |
| UEFS (Europa) (8 cupos)                                          | Italia          | (Anfitrión)        |
| UEFS (Europa) (8 cupos)                                          | España          | (3.er Puesto) 1988 |
| UEFS (Europa) (8 cupos)                                          | Portugal        | (4.to Puesto) 1988 |
| UEFS (Europa) (8 cupos)                                          | Checoslovaquia  |                    |
| UEFS (Europa) (8 cupos)                                          | Francia         |                    |
| UEFS (Europa) (8 cupos)                                          | Hungría         |                    |
| UEFS (Europa) (8 cupos)                                          | Inglaterra      |                    |
| UEFS (Europa) (8 cupos)                                          | Unión Soviética |                    |
| CONCACFUTSAL (Norteamérica, Centroamérica y El Caribe) (4 cupos) | Canadá          |                    |
| CONCACFUTSAL (Norteamérica, Centroamérica y El Caribe) (4 cupos) | Costa Rica      |                    |
| CONCACFUTSAL (Norteamérica, Centroamérica y El Caribe) (4 cupos) | Estados Unidos  |                    |
| CONCACFUTSAL (Norteamérica, Centroamérica y El Caribe) (4 cupos) | México          |                    |
| CONCACFUTSAL (Norteamérica, Centroamérica y El Caribe) (4 cupos) | Puerto Rico     |                    |
| CAFS (Asia) (2 cupos)                                            | Israel          |                    |
| CAFS (Asia) (2 cupos)                                            | Japón           |                    |
| OFC (Oceanía) (1 cupo)                                           | Australia       |                    |
| OFC (Oceanía) (1 cupo)                                           | Nueva Zelanda   |                    |

## Sistema de juego
Las 24 selecciones participantes disputaron la primera ronda donde había seis grupos de cuatro equipos donde avanzaron los líderes y los segundos de cada uno. Además de que pasaron también a la siguiente ronda los cuatro mejores terceros. Luego los 16 clasificados disputaban una segunda ronda de cuatro grupos de cuatro equipos en donde avanzaron dos equipos de cada grupo. Los 8 clasificados disputaron una fase final, comenzando con los cuartos de final y los ganadores de esa llave avanzaban a las semifinales y los vencedores disputaban la gran final.

## Primera fase

### Grupo A
| Grupo A        | Pts | J | G | E | P | GF | GC | Dif |
| -------------- | --- | - | - | - | - | -- | -- | --- |
| Paraguay       | 8*  | 4 | 4 | 0 | 0 | 11 | 3  | +8  |
| Checoslovaquia | 4*  | 4 | 2 | 0 | 2 | 7  | 7  | 0   |
| Costa Rica     | —   | — | — | — | — | 0  | 4  | -4  |
| Nueva Zelanda  | —   | — | — | — | — | 0  | 4  | -4  |

- Nueva Zelanda y Costa Rica no asistieron al mundial, así que pierden sus partidos por 2:0 y en su partido empatan 0:0.
- Costa Rica no participó por falta de recursos.
- Paraguay y Checoslovaquia disputaron 2 partidos para definir al primero y segundo puesto del Grupo A.

| Equipos         | Pts | J | G | E | P | GF | GC | Dif |
| --------------- | --- | - | - | - | - | -- | -- | --- |
| Paraguay        | 4   | 2 | 2 | 0 | 0 | 7  | 3  | +4  |
| República Checa | 0   | 2 | 0 | 0 | 2 | 3  | 7  | -4  |

|  | Nueva Zelanda | W.O | Costa Rica |  |  |

|  | Paraguay | 2:0 | Costa Rica |  |  |

|  | Checoslovaquia | 2:0 | Nueva Zelanda |  |  |

|  | Paraguay | 2:0 | Nueva Zelanda |  |  |

|  | Checoslovaquia | 2:0 | Costa Rica |  |  |

|  | Paraguay | 4:2 | Checoslovaquia |  |  |

|  | Paraguay | 3:1 | Checoslovaquia |  |  |

### Grupo B
| Grupo B     | Pts | J | G | E | P | GF | GC | Dif |
| ----------- | --- | - | - | - | - | -- | -- | --- |
| Argentina   | 6   | 3 | 3 | 0 | 0 | 20 | 2  | +18 |
| Puerto Rico | 4   | 3 | 2 | 0 | 1 | 7  | 8  | -1  |
| Francia     | 2   | 3 | 1 | 0 | 2 | 9  | 12 | -3  |
| Italia      | 0   | 3 | 0 | 0 | 3 | 6  | 20 | -14 |

|  | Italia | 3:8 | Francia |  |  |

|  | Argentina | 5:1 | Puerto Rico    |  |  |
|  |           |     | Anselmo Adorno |  |  |

|  | Italia | 2:3 | Puerto Rico                      |  |  |
|  |        |     | Anselmo Adorno · Anthony Cardona |  |  |

|  | Argentina | 6:0 | Francia |  |  |

|  | Italia | 1:9 | Argentina |  |  |

|  | Francia | 1:3 | Puerto Rico                  |  |  |
|  |         |     | Anthony Cardona · Tato Moris |  |  |

### Grupo C
| Grupo C        | Pts | J | G | E | P | GF | GC | Dif |
| -------------- | --- | - | - | - | - | -- | -- | --- |
| Colombia       | 6   | 3 | 3 | 0 | 0 | 37 | 1  | +36 |
| España         | 4   | 3 | 2 | 0 | 1 | 27 | 6  | +21 |
| Inglaterra     | 2   | 3 | 1 | 0 | 2 | 14 | 23 | -9  |
| Estados Unidos | 0   | 3 | 0 | 0 | 3 | 2  | 50 | -48 |

| 9 de junio de 1991 | Colombia | 20:1 (8:1) | Estados Unidos |  |  |
|                    | Jair Gómez · José Emilio Martínez · Juan Duarte · Álvaro Azza · Jorge Duarte · Sergio Martín León · William Díaz · Viviano Mena | Reporte    |                |  |  |

|  | España | 10:1 | Inglaterra |  |  |

| 10 de junio de 1991 | Colombia | 12:0 (3:0) | Inglaterra |  |  |
|                     | Jaime Azza · Alejandro Flórez · Jorge Duarte · Emilio Martínez · William Díaz · Martín León · Juan Manuel Duarte · Viviano Mena | Reporte    |            |  |  |

|  | España | 17:0 | Estados Unidos |  |  |

| 11 de junio de 1991 | Colombia                                                      | 5:0 (3:0) | España |  |  |
|                     | Jorge Duarte · Eduardo Martínez · Viviano Mena · William Díaz | Reporte   |        |  |  |

|  | Inglaterra | 13:1 | Estados Unidos |  |  |

### Grupo D
| Grupo D   | Pts | J | G | E | P | GF | GC | Dif |
| --------- | --- | - | - | - | - | -- | -- | --- |
| Venezuela | 5   | 3 | 2 | 1 | 0 | 13 | 8  | +5  |
| Brasil    | 4   | 3 | 2 | 0 | 1 | 20 | 10 | +10 |
| Israel    | 2   | 3 | 1 | 0 | 2 | 7  | 13 | -6  |
| Hungría   | 1   | 3 | 0 | 1 | 2 | 9  | 18 | -9  |

|  | Brasil | 10:2 | Hungría |  |  |

|  | Venezuela | 3:1 | Israel |  |  |

|  | Venezuela | 7:4     | Brasil |  |  |
|  |           | Reporte |        |  |  |

|  | Israel | 5:4 | Hungría |  |  |

|  | Brasil | 6:1 | Israel |  |  |

|  | Venezuela | 3:3 | Hungría |  |  |

### Grupo E
| Grupo E         | Pts | J | G | E | P | GF | GC | Dif |
| --------------- | --- | - | - | - | - | -- | -- | --- |
| Uruguay         | 6   | 3 | 3 | 0 | 0 | 14 | 0  | +14 |
| Australia       | 3   | 3 | 1 | 1 | 1 | 12 | 12 | +0  |
| Unión Soviética | 2   | 3 | 1 | 0 | 2 | 5  | 15 | -10 |
| Canadá          | 1   | 3 | 0 | 1 | 2 | 6  | 10 | -4  |

|  | Uruguay | 7:0 | Unión Soviética |  |  |

|  | Australia | 5:5 | Canadá |  |  |

|  | Uruguay | 3:0 | Canadá |  |  |

|  | Australia | 7:3 | Unión Soviética |  |  |

|  | Uruguay | 4:0 | Australia |  |  |

|  | Canadá | 1:2 | Unión Soviética |  |  |

### Grupo F
| Grupo F  | Pts | J | G | E | P | GF | GC | Dif |
| -------- | --- | - | - | - | - | -- | -- | --- |
| Portugal | 6   | 3 | 3 | 0 | 0 | 17 | 4  | +13 |
| Bolivia  | 4   | 3 | 2 | 0 | 1 | 20 | 8  | +12 |
| México   | 2   | 3 | 1 | 0 | 2 | 11 | 14 | -3  |
| Japón    | 0   | 3 | 0 | 0 | 3 | 2  | 24 | -22 |

|  | Bolivia | 8:2 | México |  |  |

|  | Portugal | 7:0 | Japón |  |  |

|  | Bolivia | 10:0 | Japón |  |  |

|  | Portugal | 4:2 | México |  |  |

|  | México | 7:2 | Japón |  |  |

|  | Portugal | 6:2 | Bolivia |  |  |

## Mejores terceros
| Terceros        | Pts | J | G | E | P | GF | GC | Dif |
| --------------- | --- | - | - | - | - | -- | -- | --- |
| México          | 2   | 3 | 1 | 0 | 2 | 11 | 14 | -3  |
| Francia         | 2   | 3 | 1 | 0 | 2 | 9  | 12 | -3  |
| Israel          | 2   | 3 | 1 | 0 | 2 | 7  | 13 | -6  |
| Inglaterra      | 2   | 3 | 1 | 0 | 2 | 14 | 23 | -9  |
| Unión Soviética | 2   | 3 | 1 | 0 | 2 | 5  | 15 | -10 |

## Segunda fase

### Grupo I
| Grupo I   | Pts | PJ | G | E | P | GF | GC | Dif |
| --------- | --- | -- | - | - | - | -- | -- | --- |
| Paraguay  | 5   | 3  | 2 | 1 | 0 | 24 | 5  | +19 |
| España    | 5   | 3  | 2 | 1 | 0 | 7  | 3  | +4  |
| Australia | 2   | 3  | 1 | 0 | 2 | 13 | 11 | +2  |
| Francia   | 0   | 3  | 0 | 0 | 3 | 4  | 29 | -25 |

|  | Paraguay | 6:3 | Australia |  |  |

|  | España | 3:1 | Francia |  |  |

|  | Paraguay | 17;1 | Francia |  |  |

|  | España | 3:1 | Australia |  |  |

|  | Paraguay | 1:1 | España |  |  |

|  | Australia | 9:2 | Francia |  |  |

### Grupo II
| Grupo II  | Pts | PJ | G | E | P | GF | GC | Dif |
| --------- | --- | -- | - | - | - | -- | -- | --- |
| Brasil    | 4   | 3  | 2 | 0 | 1 | 11 | 4  | +7  |
| Argentina | 4   | 3  | 2 | 0 | 1 | 10 | 8  | +2  |
| Colombia  | 4   | 3  | 2 | 0 | 1 | 15 | 12 | +3  |
| México    | 0   | 3  | 0 | 0 | 3 | 3  | 15 | -12 |

#### Tabla de desempate
- El reglamento establecía que en caso de empate en puntos entre 3 equipos, se definían las posiciones por Diferencia de Puntos y luego Diferencia de Goles en los partidos que jugaron entre sí dichos 3 equipos.
- De esta forma para el desempate por esta regla, las posiciones fueron las siguientes :

| Equipos   | Pts | PJ | G | E | P | GF | GC | Dif |
| --------- | --- | -- | - | - | - | -- | -- | --- |
| Brasil    | 2   | 2  | 1 | 0 | 1 | 7  | 3  | +4  |
| Argentina | 2   | 2  | 1 | 0 | 1 | 7  | 7  | 0   |
| Colombia  | 2   | 2  | 1 | 0 | 1 | 7  | 11 | -4  |

| 12 de junio de 1991 | Colombia         | 1:6     | Brasil |  |  |
|                     | Alejandro Flórez | Reporte |        |  |  |

|  | Argentina | 3:1 | México |  |  |

| 13 de junio de 1991 | Colombia                                                  | 8:1 (4:0) | México |  |  |
|                     | Jaime Azza · Emilio Martínez · Viviano Mena · Juan Duarte | Reporte   |        |  |  |

|  | Argentina | 2:1 | Brasil |  |  |

| 14 de junio de 1991 | Colombia                                                    | 6:5 (1:1) | Argentina |  |  |
|                     | Jaime Azza · Guillermo Flórez · Viviano Mena · William Díaz | Reporte   |           |  |  |

|  | Brasil | 4:1 | México |  |  |

### Grupo III
| Grupo III   | Pts | J | G | E | P | GF | GC | Dif |
| ----------- | --- | - | - | - | - | -- | -- | --- |
| Bolivia     | 6   | 3 | 3 | 0 | 0 | 25 | 2  | +23 |
| Venezuela   | 4   | 3 | 2 | 0 | 1 | 13 | 6  | +7  |
| Inglaterra  | 2   | 3 | 1 | 0 | 2 | 6  | 22 | -16 |
| Puerto Rico | 0   | 3 | 0 | 0 | 3 | 4  | 18 | -14 |

|  | Bolivia | 15:0 | Inglaterra |  |  |

|  | Venezuela | 7:1 | Puerto Rico |  |  |

|  | Bolivia | 6:0 | Puerto Rico |  |  |

|  | Venezuela | 6:1 | Inglaterra |  |  |

|  | Puerto Rico    | 3:5 | Inglaterra |  |  |
|  | Anselmo Adorno |     |            |  |  |

|  | Venezuela | 2:4 | Bolivia |  |  |

### Grupo IV
| Grupo IV       | Pts | J | G | E | P | GF | GC | Dif |
| -------------- | --- | - | - | - | - | -- | -- | --- |
| Portugal       | 5   | 3 | 2 | 1 | 0 | 14 | 5  | +9  |
| Checoslovaquia | 4   | 3 | 2 | 0 | 1 | 6  | 4  | +2  |
| Uruguay        | 3   | 3 | 1 | 1 | 1 | 8  | 5  | +3  |
| Israel         | 0   | 3 | 0 | 0 | 3 | 2  | 16 | -14 |

|  | Uruguay | 5:1 | Israel |  |  |

|  | Portugal | 3:2 | Checoslovaquia |  |  |

|  | Uruguay | 1:2 | Checoslovaquia |  |  |

|  | Portugal | 9:1 | Israel |  |  |

|  | Portugal | 2:2 | Uruguay |  |  |

|  | Checoslovaquia | 2:0 | Israel |  |  |

## Fase final

### Cuadro general
|  | Cuartos de final | Cuartos de final |               |          | Semifinales | Semifinales |        |              | Final        | Final |  |
|  | 1991             | 1991             |               |          | 1991        | 1991        |        |              | 1991         | 1991  |  |
|  |                  |                  |               |          |             |             |        |              |              |       |  |
|  |                  |                  |               |          |             |             |        |              |              |       |  |
|  | Paraguay         | 2                |               |          |             |             |        |              |              |       |  |
|  | Paraguay         | 2                |               |          |             |             |        |              |              |       |  |
|  | Argentina        | 1                |               |          |             |             |        |              |              |       |  |
|  | Argentina        | 1                |               | Paraguay | 4           |             |        |              |              |       |  |
|  |                  |                  |               | Paraguay | 4           |             |        |              |              |       |  |
|  |                  |                  | Brasil        | 2        |             |             |        |              |              |       |  |
|  | Brasil           | 2                | Brasil        | 2        |             |             |        |              |              |       |  |
|  | Brasil           | 2                |               |          |             |             |        |              |              |       |  |
|  | España           | 0                |               |          |             |             |        |              |              |       |  |
|  | España           | 0                |               |          |             |             |        | Paraguay     | 1 (2)        |       |  |
|  |                  |                  |               |          |             |             |        | Paraguay     | 1 (2)        |       |  |
|  |                  |                  | Portugal (p.) | 1 (3)    |             |             |        |              |              |       |  |
|  | Bolivia          | 3                | Portugal (p.) | 1 (3)    |             |             |        |              |              |       |  |
|  | Bolivia          | 3                |               |          |             |             |        |              |              |       |  |
|  | Checoslovaquia   | 0                |               |          |             |             |        |              |              |       |  |
|  | Checoslovaquia   | 0                |               | Bolivia  | 2           |             |        | Tercer lugar | Tercer lugar |       |  |
|  |                  |                  |               | Bolivia  | 2           |             |        | Tercer lugar | Tercer lugar |       |  |
|  |                  |                  | Portugal      | 3        |             |             |        |              |              |       |  |
|  | Portugal         | 4                | Portugal      | 3        |             |             | Brasil | 3            |              |       |  |
|  | Portugal         | 4                |               |          |             |             | Brasil | 3            |              |       |  |
|  | Venezuela        | 3                |               |          |             |             |        |              | Bolivia      | 2     |  |
|  | Venezuela        | 3                |               |          |             |             |        |              | Bolivia      | 2     |  |
|  |                  |                  |               |          |             |             |        |              |              |       |  |

### Cuartos de final
|  | Paraguay | 2:1     | Argentina |  |  |
|  |          | Reporte |           |  |  |

|  | Brasil | 2:0     | España |  |  |
|  |        | Reporte |        |  |  |

|  | Bolivia | 3:0     | Checoslovaquia |  |  |
|  |         | Reporte |                |  |  |

|  | Portugal | 4:3     | Venezuela |  |  |
|  |          | Reporte |           |  |  |

### Semifinales
|  | Paraguay | 4:2 | Brasil |  |  |

|  | Bolivia | 2:3 | Portugal |  |  |

### Tercer Lugar
|  | Brasil | 3:2 | Bolivia |  |  |

### Final
|  | Paraguay | 1:1 (1:1, 0:0) (t. s.)(0:0 t. s.)(2:3 p.) | Portugal |  |  |
|  |          | Reporte                                   |          |  |  |

| Tiros desde el punto penal |                  |     |                  |  |
|                            | Acierto de penal | 1:1 | Acierto de penal |  |
|                            | Acierto de penal | 2:2 | Acierto de penal |  |
|                            | Fallo de penal   | 2:3 | Acierto de penal |  |

|                              |
| Bandera de Portugal          |
| Campeón Portugal 1.er Título |

## Tabla general
| Pos. | Equipo          | Pts | J  | G | E | P | GF | GC | Dif. | Rend. |
| ---- | --------------- | --- | -- | - | - | - | -- | -- | ---- | ----- |
| 1    | Portugal        | 16  | 9  | 7 | 2 | 0 | 39 | 15 | +24  | 88,9% |
| 2    | Paraguay        | 18  | 10 | 8 | 2 | 0 | 42 | 12 | +30  | 90%   |
| 3    | Brasil          | 12  | 9  | 6 | 0 | 3 | 38 | 20 | +18  | 66,7% |
| 4    | Bolivia         | 12  | 9  | 6 | 0 | 3 | 52 | 16 | +36  | 66,7% |
| 5    | Argentina       | 10  | 7  | 5 | 0 | 2 | 31 | 12 | +19  | 66,6% |
| 6    | España          | 9   | 7  | 4 | 1 | 2 | 34 | 11 | +23  | 64,2% |
| 7    | Venezuela       | 9   | 7  | 4 | 1 | 2 | 29 | 18 | +11  | 64,2% |
| 8    | Checoslovaquia  | 8   | 8  | 4 | 0 | 4 | 13 | 14 | -1   | 41,6% |
| 9    | Colombia        | 10  | 6  | 5 | 0 | 1 | 52 | 13 | +39  | 83,3% |
| 10   | Uruguay         | 9   | 6  | 4 | 1 | 1 | 22 | 5  | +17  | 75%   |
| 11   | Australia       | 5   | 6  | 2 | 1 | 3 | 25 | 23 | +2   | 41,6% |
| 12   | Puerto Rico     | 4   | 6  | 2 | 0 | 4 | 11 | 26 | -15  | 41,6% |
| 13   | Inglaterra      | 4   | 6  | 2 | 0 | 4 | 20 | 45 | -25  | 33,3% |
| 14   | México          | 2   | 6  | 1 | 0 | 5 | 14 | 29 | -15  | 16,6% |
| 15   | Israel          | 2   | 6  | 1 | 0 | 5 | 9  | 29 | -20  | 16,6% |
| 16   | Francia         | 2   | 6  | 1 | 0 | 5 | 13 | 41 | -28  | 16,6% |
| 17   | Unión Soviética | 2   | 3  | 1 | 0 | 2 | 5  | 15 | -10  | 33,3% |
| 18   | Canadá          | 1   | 3  | 0 | 1 | 2 | 6  | 10 | -4   | 16,7% |
| 19   | Hungría         | 1   | 3  | 0 | 1 | 2 | 9  | 18 | -9   | 16,7% |
| 20   | Italia          | 0   | 3  | 0 | 0 | 3 | 6  | 20 | -14  | 0%    |
| 21   | Japón           | 0   | 3  | 0 | 0 | 3 | 2  | 24 | -22  | 0%    |
| 22   | Estados Unidos  | 0   | 3  | 0 | 0 | 3 | 2  | 50 | -48  | 0%    |
| 23   | Costa Rica      | 0   | 2  | 0 | 0 | 2 | 0  | 4  | -4   | 0%    |
| 24   | Nueva Zelanda   | 0   | 2  | 0 | 0 | 2 | 0  | 4  | -4   | 0%    |